# 5-HT-Rezeptor
Das 5-Hydroxytryptamin (kurz 5-HT), auch Serotonin genannt, hat physiologische und pathophysiologische Effekte, die über eine Aktivierung verschiedener an die Zellmembran gebundener Rezeptoren vermittelt werden, der 5-HT-Rezeptoren oder auch Serotonin-Rezeptoren. Diese sind beim Menschen in hoher Dichte im Zentralnervensystem, im Magen-Darm-Trakt, im Herz-Kreislaufsystem und im Blut zu finden. Physiologisch spielen sie u. a. bei der Blutgerinnung, bei Lernprozessen und bei der Steuerung des Tag-Nacht-Rhythmus eine Rolle. Von pathologischer Bedeutung ist eine Fehlsteuerung biochemischer Vorgänge an den Serotonin-Rezeptoren bei Migräne, pulmonaler Hypertonie, Depression, Schizophrenie,  Essstörungen, Übelkeit und Erbrechen.
Im Menschen kann derzeit zwischen mindestens 14 verschiedenen 5-HT-Rezeptoren unterschieden werden, die in 7 Familien zusammengefasst werden: 5-HT1 bis 5-HT7. Mit Ausnahme der 5-HT3-Rezeptoren, die Ionenkanäle bilden, sind alle 5-HT-Rezeptoren G-Protein-gekoppelte Rezeptoren. Seit dem Jahr 2022 sind die dreidimensionalen Molekülstrukturen aller im Menschen vorkommenden metabotropen Serotoninrezeptortypen sowie die des ionotropen Typs 3A der Hausmaus bekannt. Aus Tierarten, einschließlich Wirbellosen, wurden bis zur Jahrtausendwende etwa 70 verschiedene Serotoninrezeptoren kloniert.

## Systematik der 5-HT-Rezeptoren

### 5-HT1-Rezeptoren
Die 5-HT1-Rezeptoren stellen mit 5 Subtypen (A, B, D, E und F) die größte Gruppe der 5-HT-Rezeptoren dar. Charakteristisch für diese Rezeptoren ist, dass sie außer durch 5-HT auch durch 5-Carboxamidotryptamin (5-CT) aktiviert werden und über Gi/Go-Proteine zu einer Inhibition der Adenylylcyclase führen.

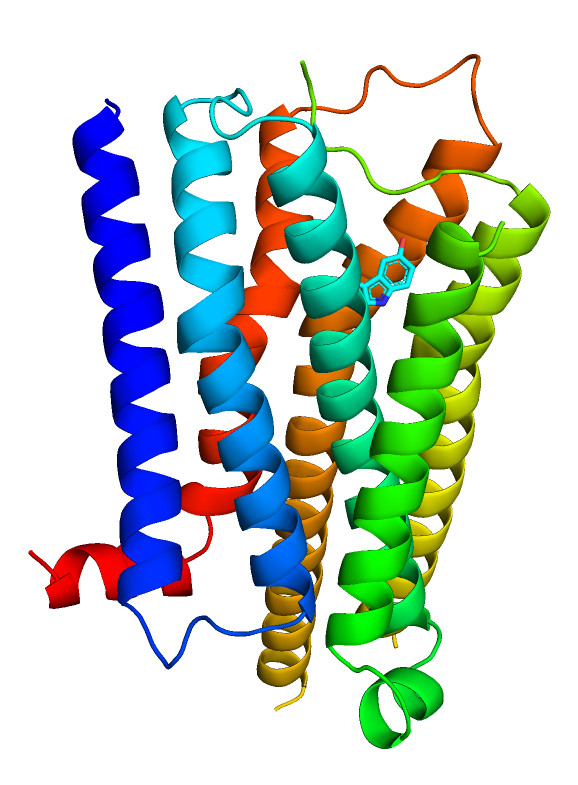
Sowohl prä- als auch postsynaptische 5-HT1A-Rezeptoren sind im Zentralnervensystem für Lernvorgänge, für die Regulierung der Körpertemperatur, der zentralen Blutdruckregulation sowie für die Signalweiterleitung verantwortlich. Der 5-HT1A-Rezeptor ist darüber hinaus als Zielstruktur zur Behandlung zentralnervöser Erkrankungen (beispielsweise Angstzustände und Depression) von pharmakologischem Interesse. Hierbei hat sich gezeigt, dass bei Depression und Angsterkrankungen eine verminderte Dichte dieses Rezeptortyps in bestimmten Hirngebieten vorliegt. Der 5-HT1A-Rezeptoragonist Buspiron wird therapeutisch als Anxiolytikum eingesetzt.
- 5-HT1B- und 5-HT1D-Rezeptoren sind zwei sehr ähnliche Rezeptoren. Im Zentralnervensystem (5-HT1B/1D) unterdrücken sie beispielsweise die durch Migräne ausgelösten neuronalen Entzündungsprozesse. Aus diesem Grund wurden 5-HT1B/1D-Rezeptoragonisten wie Ergotamin oder die neueren Triptane (zum Beispiel Sumatriptan) als Medikament zum Kupieren[3] von Migräneanfällen entwickelt. Zusätzlich scheint die Aktivierung von auf Blutgefäßen vorkommenden 5-HT1B-Rezeptoren sowohl für die Migränewirksamkeit als auch für die kardiovaskulären Nebenwirkungen dieser Medikamente verantwortlich zu sein.
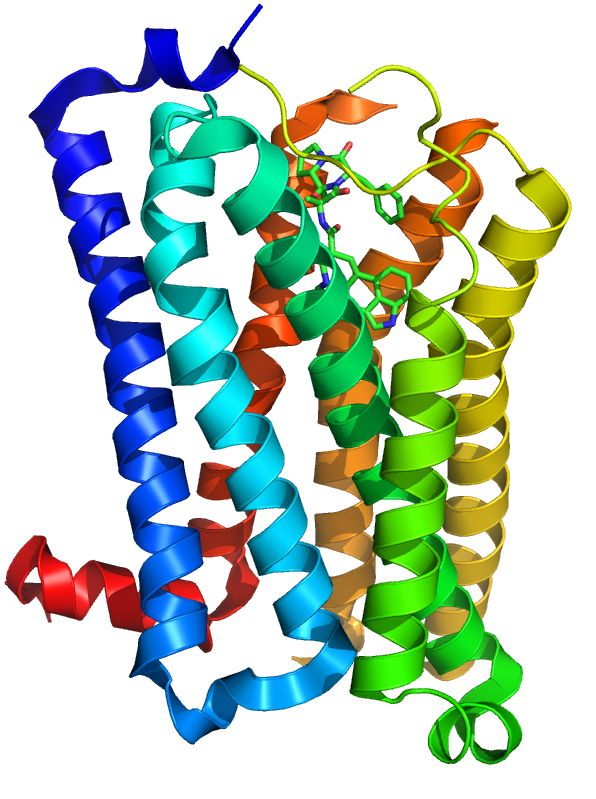
Der 5-HT1F-Rezeptor ist ebenso wie der 5-HT1B/1D-Rezeptor an der Unterdrückung der neuronalen Entzündung beteiligt und stellt daher ein neuartiges Ziel zur Entwicklung von Migränemedikamenten dar.
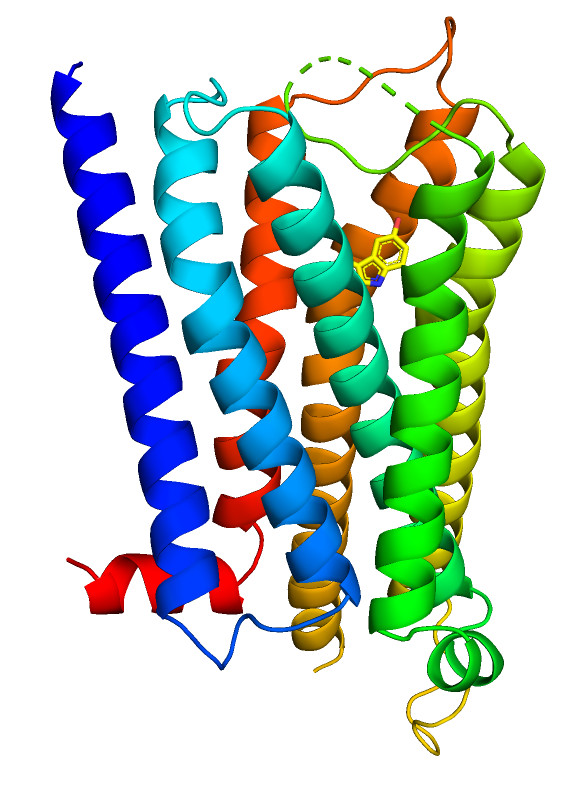
5-HT_{1D}-Rezeptor
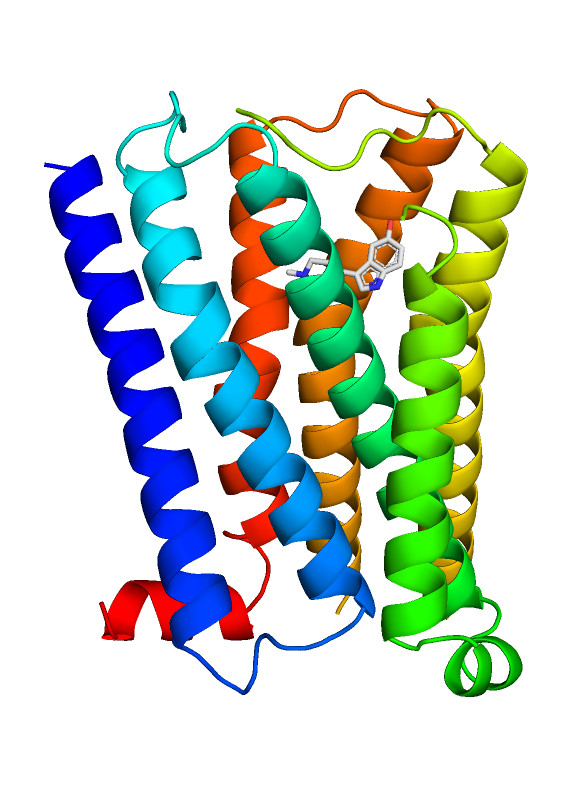
5-HT_{1E}-Rezeptor
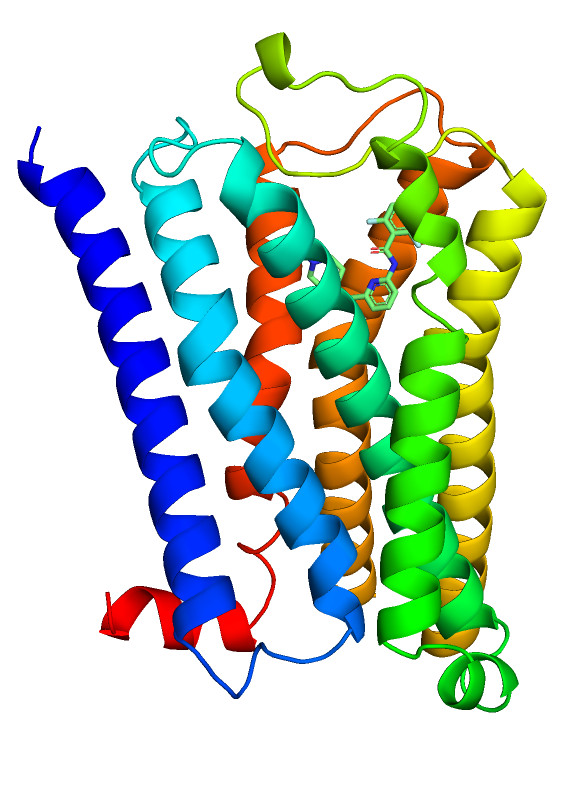
5-HT_{1F}-Rezeptor

Im Jahr 2013 wurde die räumliche Struktur des Rezeptortyps 1B, stabilisiert mit dem Fusionsprotein BRIL, kristallanalytisch aufgeklärt, im Jahr 2021 wurden die weiteren Isotypen, jeweils gekoppelt mit dem G-Protein, elektronenmikroskopisch beschrieben. Damit wurde auch erstmals der supramolekulare Bindungszustand mit dem Transmitter Serotonin experimentell ermittelt, und zwar für die Typen 1A und 1D.
- 5-HT1A-Rezeptor
- 5-HT1B-Rezeptor
- 5-HT1D-Rezeptor
- 5-HT1E-Rezeptor
- 5-HT1F-Rezeptor

### 5-HT2-Rezeptoren
Die 5-HT2-Rezeptoren werden in die Subtypen A, B und C unterteilt. Sie werden durch α-Methyl-5-HT aktiviert und vermitteln ihre Effekte über Gq/11-Protein-gekoppelte Rezeptoren.
- 5-HT2A-Rezeptoren sind in nahezu allen Organen anzutreffen. Eine wichtige Rolle übernehmen sie beim Wundverschluss. In Thrombozyten sind sie für die Blutgerinnung mitverantwortlich. Dieser Effekt wird durch Verengung verletzter Gefäße unterstützt. Im Gehirn sind sie für zahlreiche zentralnervöse Störungen mitverantwortlich. So werden beispielsweise die durch klassische Halluzinogene wie LSD, Meskalin und Psilocybin ausgelösten Effekte mit einer Aktivierung von 5-HT2A-Rezeptoren in Zusammenhang gebracht. Therapeutisch werden 5-HT2A-Rezeptorantagonisten als Thrombozytenaggregationshemmer (beispielsweise Sarpogrelat), zur Behandlung der arteriellen Hypertonie (zum Beispiel Ketanserin) und als atypische Antipsychotika (beispielsweise Clozapin) eingesetzt.

- Die überwiegend in Blutgefäßen vorkommenden 5-HT2B-Rezeptoren werden mit Erkrankungen wie Migräne und chronischer Hypertonie in Verbindung gebracht. Auch Herzklappenschäden bzw. primäre pulmonale Hypertonien als schwere Nebenwirkungen infolge der Einnahme des Antiparkinsonmittels Pergolid oder der obsoleten Appetitzügler Fenfluramin und Aminorex werden auf eine Aktivierung von 5-HT2B-Rezeptoren zurückgeführt.[7][8]
- Der 5-HT2C-Rezeptor ist hingegen ausschließlich im Zentralnervensystem anzutreffen. Er wird mit der Regulierung des Ess- und des Sexualverhaltens in Verbindung gebracht. Die appetitzügelnde Wirkung von Fenfluramin und des in den USA zugelassenen Lorcaserins beruht auf einer Aktivierung von 5-HT2C-Rezeptoren.[9][10]

Antidepressiva vermitteln ihre Langzeitwirkung (ab etwa 2 Wochen Therapiedauer) unter anderem über eine Down-Regulierung von postsynaptischen 5-HT2A-Rezeptoren und adrenergen β-Rezeptoren. Die so verminderte Signalwirkung der 5-HT2A-Rezeptoren ist an der anxiolytischen Wirkung der Antidepressiva maßgeblich beteiligt. Eine Hemmung der Ansprechbarkeit von präsynaptischen 5-HT1-Autorezeptoren führt darüber hinaus zu einer gesteigerten Ausschüttung von 5-HT in den synaptischen Spalt.
Seit dem Jahr 2022 ist die erste β-Arrestin 1-gebundene Struktur eines Serotoninrezeptors, und zwar für den Typ 2B, bekannt.

### 5-HT3-Rezeptoren
Der 5-HT3-Rezeptor nimmt als ligandengesteuerter Ionenkanal eine einzigartige Stellung unter den 5-HT-Rezeptoren ein. Er besteht aus fünf Proteinmolekülen und ist selektiv für die Passage von Natrium- und Kaliumionen. Dieser ausschließlich auf zentralen und peripheren Neuronen vorkommende Rezeptor ist unter anderem für die Auslösung des Brechreflexes verantwortlich. 5-HT3-Rezeptorantagonisten wie Ondansetron, Palonosetron und Tropisetron werden somit hochwirksam zur Unterdrückung des Zytostatika-induzierten Erbrechens eingesetzt.

### 5-HT4-Rezeptoren
Von besonderer Bedeutung im Gastrointestinaltrakt, aber auch am Herz ist der Gs-Protein-gekoppelte 5-HT4-Rezeptor. Über eine Ausschüttung von Acetylcholin reguliert er die Darmaktivität. So wurde der 5-HT4-Rezeptoragonist Cisaprid eine Zeit lang als Prokinetikum eingesetzt, bis er wegen Verursachung von Herzrhythmusstörungen vom Markt genommen wurde. Hierbei kam es zu QT-Verlängerungen im EKG. Ein weiterer prokinetisch wirksamer 5-HT4-Rezeptoragonist, das  Tegaserod, hatte unter anderem in den USA und der Schweiz eine Zulassung zur Behandlung des Reizdarmsyndroms, wurde aber 2007 wegen kardialer Nebenwirkungen vom Markt wieder zurückgezogen. Prucaloprid (Handelsname Resolor) ist in der EU und der Schweiz seit 2010 zur Behandlung der idiopathischen chronischen Verstopfung bei Frauen zugelassen und soll nicht proarrhythmisch sein. Im Juni 2015 erhielt der Hersteller Shire die EU-Zulassung auch für Männer.

### „Höhere“ 5-HT-Rezeptoren (5-HT5, 5-HT6und 5-HT7)
In dieser Gruppe werden neuere 5-HT-Rezeptoren (seit 1992 entdeckt) zusammengefasst, die sich molekularbiologisch deutlich von anderen 5-HT-Rezeptoren unterscheiden. Über ihre funktionelle Bedeutung ist mit Ausnahme des 5-HT7-Rezeptors nur wenig bekannt, was in der Nomenklatur durch Verwendung kleiner Buchstaben ausgedrückt wird.
5-HT5-Rezeptoren mit ihren Subtypen A und B führen zu einer Inhibition der Adenylylcyclase.
- Der 5-HT5A-Rezeptor ist möglicherweise an der circadianen Rhythmik beteiligt.
- Beim 5-HT5B-Rezeptor des Menschen handelt es sich um ein Pseudogen und somit um einen Rezeptor, der nicht exprimiert wird. Seine codierende DNA-Sequenz ist durch Stop-Codons unterbrochen.[14]

Der nur zentral vorkommende, Gs-Protein-gekoppelte 5-HT6-Rezeptor kann möglicherweise mit Lernvorgängen in Verbindung gebracht werden. Auch zeigen atypische Neuroleptika (zum Beispiel Clozapin) eine hohe Affinität zu diesem Rezeptor.
Deutlich besser untersucht ist der ubiquitär (überall) vorkommende 5-HT7-Rezeptor. Neben der Regulation des Tag-Nacht-Rhythmus und der Körpertemperatur ist er für die langanhaltende Blutdrucksenkung durch 5-HT verantwortlich. Sowohl typische (beispielsweise Pimozid) als auch atypische Antipsychotika (zum Beispiel Clozapin) zeigen eine hohe Affinität zu diesem Rezeptor.